# William Behrend
Peter William Behrend (født 16. maj 1861 i København, død 23. april 1940 sammesteds) var en dansk musikforfatter.
Han blev student i 1878, cand.jur. i 1885, fuldmægtig i Magistratens 3. Afdeling 1892, chef for det københavnske Værgeraads Fælleskontor 1905.
Tidligt kastede han sig over musikhistorie og gjorde med musiklitterære formål omfattende studierejser, navnlig i Tyskland. Nær knyttet til det Gade’ske hus debuterede han som musikforfatter med en studie over N.W. Gade (offentliggjort i "Tilskueren" 1887), senere med en mindre biografi over I.P.E. Hartmann (offentliggjort i "Studentersamfundets Skrifter"). Som musikkritiker gjorde han sig bemærket i "Tilskueren", "Illustreret Tidende" og "Politiken", ligeledes ved forskellige artikler til tyske fagtidender ("Signale", "Die Musik" og Internationalt Musikselskabs "Zeitschrift"), til "Letterstedt’ske Tidsskrift" og "Gad’s Magasin" samt til Salmonsens Konversationsleksikon. Hans betydeligste arbejde er 2. del af det store værk "Illustreret Musikhistorie" (afsluttet 1905, 1. del af Hortense Panum), hvori han med stor dygtighed og klar fremstilling giver den første originalfremstilling af den nyere musiks historie på dansk.
Han har senere udgivet en større biografi over I.P.E. Hartmann og "Beethovens Klaver-Sonater i Belysning af hans Livsforhold" (1923).
Han var medstifter af og næstformand for "Richard Wagner-Foreningen" i København.

## Forfatterskab
- Hortense Panum og William Behrend: Illustreret Musikhistorie. En fremstilling for nordiske læsere; København 1897, bind I-II
- "P.E. Lange-Müller. 1850-1920" (i: Ord och Bild 1921, s. 209ff)